# Pleuranthodium trichocalyx
Pleuranthodium trichocalyx là một loài thực vật có hoa trong họ Gừng. Loài này được Theodoric Valeton miêu tả khoa học đầu tiên năm 1914 dưới danh pháp Alpinia trichocalyx. Năm 1991, Rosemary Margaret Smith chuyển nó sang chi Pleuranthodium.

## Phân bố
Loài này có ở Papua New Guinea.
Mẫu định danh do Rudolf Schlechter thu thập:
- F.R.R.Schlechter 16084 (syn BO), rừng gần Bulu, Madang trong tháng 5 năm 1907.
- F.R.R.Schlechter 16218 (syn P!), rừng ở Malle, Madang ngày 29 tháng 6 năm 1907.